# Protosticta armageddonia
Protosticta armageddonia — вид бабок родини Platystictidae. Описаний у 2023 році.

## Поширення
Ендемік Індії. Поширений в південній частині гірської системи Західні Гати. P. armageddonia була вперше сфотографована 7 грудня 2022 року в Тіруванантапурамі у штаті Керала.

## Опис
Вид відрізняється від інших представників роду комбінацією ознак, включаючи відмітнину на черевній стороні грудей, структуру та колір переднегрудей, відмітини на 8-му черевному сегменті, а також будову хвостових придатків і статевих язичків.